# Tyndarichus scaurus
Tyndarichus scaurus är en stekelart som först beskrevs av Walker 1837.  Tyndarichus scaurus ingår i släktet Tyndarichus och familjen sköldlussteklar. Arten är reproducerande i Sverige. Inga underarter finns listade i Catalogue of Life.